# جاناتان نوردبوتن
جاناتان نوردبوتن (انگلیسی: Jonathan Nordbotten؛ زادهٔ ۱۴ ژوئیهٔ ۱۹۸۹) اسکی‌باز آلپاین اهل نروژ است.